# Магнитофон-приставка
Магнитофо́н-приста́вка, в обиходе де́ка (от англ. tape deck) — магнитофон, не имеющий в своём составе выходного усилителя низкой частоты и акустической системы. Для воспроизведения магнитной записи магнитофон-приставку подключают к внешнему усилителю.
Приставки появились как относительно простые и дешёвые аппараты, которые предполагалось подключать к самому распространённому до 1960-х гг. виду бытовой звукотехники — настольному ламповому радиоприёмнику или радиоле (практически все они имели разъём для подключения к внешнему источнику сигнала звуковой частоты). Некоторые ранние приставки не имели не только усилителя, но и блока питания и даже собственного двигателя; их устанавливали на электропроигрыватель, от диска которого и приводился лентопротяжный механизм (американская Presto TL-10, советские МП-1, МП-2 и «Волна», английский Gramdeck, RFT «Toni» производства ГДР и др.).
С развитием техники Hi-Fi и переходом в 1970-е годы к блочно-модульному принципу построения бытовой радиоаппаратуры в виде приставок стали делать высококлассные магнитофоны. Предполагалось, что потребитель купит отдельный дорогой и качественный стереоусилитель, единый для всех источников сигнала. Такие магнитофоны-приставки иногда оснащались выходным усилителем низкой частоты, но он предназначался чаще всего только для контроля записи и воспроизведения, а не для полноценного воспроизведения. Некоторые конструкции выпускались в двух вариантах — полного магнитофона и приставки (например, советские «Союз-110-стерео» и «Союз-111-стерео»).
Существовал также класс стереофонических до линейного выхода магнитофонов. Такие аппараты имеют двухканальный тракт записи-воспроизведения и монофонический выходной усилитель со встроенным громкоговорителем, и их можно использовать и как стереофоническую приставку, и как полноценный монофонический магнитофон («Маяк-203», «Маяк-205», «Яуза-209», «Соната-308», «Весна-207»).